# Lucíola, o Anjo Pecador
Lucíola, o Anjo Pecador é um filme brasileiro de 1975, escrito e dirigido por Alfredo Sternheim, baseado em Lucíola, livro de José de Alencar.

## Sinopse
Recém-chegado do Recife, o bacharel Paulo vai a uma festa no Rio de Janeiro e lá conhece Lucíola, por quem se apaixona. Apesar de seu amigo Sá ter lhe advertido de que Lucíola é uma prostituta, Paulo passa a viver com ela um grande amor, mas não consegue evitar o ciúme.

## Elenco
- Rossana Ghessa … Lucíola
- Helena Ramos … Nina
- Carlo Mossy … Paulo
- Clemente Viscaíno ... Sá
- Sérgio Hingst ... Couto
- Antonio Meliande ... padre
- Oswaldo Ávila ... Jacinto, o agiota
- Aparecida de Castro Oltramari ... tia de Lucíola
- Edna Erra ... pianista
- Dorothy Leirner ... Laura
- Nina Leirner ... Ana (criança)
- Alexa Leirner ... Ana (adolescente)
- Vivian Lee Leirner ... Ana (adulta)
- Roberta Marchetti
- Wanda Marchetti ... Jesuína
- Antônio Moreira ... Cunha
- Maria Luíza Müller
- Cavagnoli Neto ... pai de Lucíola
- Mary Penteado ... mãe de Lucíola
- Nelson Oliver ... médico
- Thyana Perckle ... cortesã na festa de Sá
- Walter Sagardoy ... rapaz na festa
- Michel Cohen ... rapaz na festa
- Wagner Gonçalves ... rapaz na festa
- Mariana Silva ... mucama
- Cleide Singer ... cantora lírica
- Marcus Vinícius ... Rochinha
- José Carioca ... coveiro
- Antônio Carlos ... marido de Ana